# Augustin Poignet
Augustin Poignet est un homme politique congolais né le 28 avril 1928 à Brazzaville et mort le 26 juin 2008 à Paris 7e. Il a brièvement assumé l'intérim de la présidence du pays, du 3 au 4 août 1968, lors d'une période de troubles ; il a également été président du Sénat du Congo entre 1992 et 1997.